# Lautaro Fernández
Lautaro Eloy Fernández Cipolla (Santa Rosa, 7 settembre 1993) è un calciatore argentino, attaccante della Cairese.

## Carriera
Inizia la carriera nelle giovanili dell'All Boys, club della prima divisione argentina, con cui nel 2013 all'età di 20 anni esordisce tra i professionisti: la sua prima apparizione in campo avviene infatti nei minuti di recupero della partita di prima divisione del 20 aprile 2013 contro il San Martín (SJ); gioca con buona regolarità anche nel resto della stagione, in cui disputa ulteriori 7 partite di campionato (tutte subentrando dalla panchina), senza però mai andare a segno. Nella stagione successiva, che la sua squadra conclude con una retrocessione in seconda divisione, gioca ulteriori 4 partite nella prima divisione argentina ed una partita in Copa Argentina (il pareggio per 0-0 sul campo del Tigre del 28 luglio 2014), in cui rimane in campo per l'intera durata del match, e che di fatto è anche la sua unica presenza da titolare con l'All Boys in questi primi due anni di carriera. Sempre con la stessa maglia, nel 2014 subito dopo la retrocessione in seconda divisione, gioca anche 10 partite in questa categoria. Nel 2015 passa alla Platense, con cui gioca 4 partite nella terza divisione argentina; nell'estate del 2016 si trasferisce in Italia, per giocare nell'Eccellenza siciliana al Troina, con cui conclude il campionato al secondo posto in classifica, con conseguente promozione in Serie D, vincendo in aggiunta anche la Coppa Italia Dilettanti Sicilia.
Nell'estate del 2017 si trasferisce a Gibilterra, dove gioca 8 partite nella prima divisione locale con il Mons Calpe; nel dicembre del 2017 fa ritorno al Troina, con cui segna 2 reti in 11 presenze (12 se si comprendono anche i play-off) nel campionato di Serie D. Fa poi nuovamente ritorno al Mons Calpe, con cui nella stagione 2018-2019 segna un gol in 13 presenze nel campionato gibilterrino (più una partita in Coppa di Lega, in cui segna anche una rete). Torna poi una terza volta al Troina, con cui nella stagione 2019-2020, interrotta prematuramente per via della pandemia di Covid-19, realizza 7 reti in 25 presenze nel campionato di Serie D. Gioca in questa categoria anche nella stagione 2020-2021: inizia l'annata sempre in Sicilia, al Licata, per poi ad ottobre trasferirsi ai campani del Giugliano (8 presenze e 2 reti) e poi a febbraio 2021 passare ai calabresi del Castrovillari, con i quali realizza sempre 2 reti ma in 22 partite di campionato giocate. Cambia altre due maglie (entrambe in Serie D) nella stagione 2021-2022, con cui prima gioca 7 partite con i pugliesi del Gravina (con cui segna un'unica rete, nella sua unica presenza stagionale in Coppa Italia Serie D) e poi segna 3 reti in 20 partite giocate con i sardi del Lanusei; segue un percorso analogo nella stagione 2022-2023: prima torna infatti in Sicilia (13 presenze e 5 gol con la maglia del Paternò, con cui segna anche una doppietta stagionale nell'unica presenza stagionale in Coppa Italia Serie D), per poi giocare per la prima volta in sette anni in un club del nord Italia, specificamente le Dolomiti Bellunesi, con cui gioca altre 7 partite nel campionato di Serie D.
Nell'estate del 2023 va a giocare al Rotonda, e per la prima volta dopo tre stagioni trascorre l'intera stagione in un unico club, con cui termina tra l'altro per la prima volta in doppia cifra di reti segnate un campionato di Serie D: oltre a segnare 3 reti in 2 presenze in Coppa Italia Serie D va infatti a segno per 10 volte nelle 32 partite di campionato giocate. A fine stagione si trasferisce ai campani della Sarnese; la sua permanenza nel club granata si protrae fino al novembre del 2024 quando, dopo 11 presenze (9 in campionato e 2 in Coppa Italia Serie D) senza reti, rescinde il contratto e dopo breve tempo si accasa ai liguri della Cairese, sempre in Serie D; con questo club realizza 2 reti in 23 partite di campionato, a cui aggiunge una rete nel vittorioso play-out contro i piemontesi del Chieri.

## Palmarès

### Club

#### Competizioni regionali
- Coppa Italia Dilettanti Sicilia: 1

Troina: 2016-2017